# Sjundeå hälsostation
Sjundeå hälsostation (finska: Siuntion terveysasema) är en hälsovårdsenhet i Sjundeå i det finländska landskapet Nyland. I hälsostationen finns läkarmottagning, laboratorium, tandvård, fysioterapi och psykiatrisk vård. Från och med 2023 har hälsostationen lydit under Västra Nylands välfärdsområde. Sjundeå hälsostation drivs av Mehiläinen Oy.

## Historia
Lagen om folkhälsovård trädde i kraft 1972, vilket innebar att kommunerna blev skyldiga att ordna hälsovård. I Sjundeå började hälsovårdstjänsterna organiseras i samarbete med Kyrkslätt. En ny hälsostation byggdes i stationsområdet i Sjundeå, och de första patienterna togs emot hösten 1977. Hälsovården sköttes i samarbete med Kyrkslätt fram till år 2000.
Sjukhusplatser hyrdes från Helsingfors universitetscentralsjukhus, Västra Nylands centralsjukhus i Ekenäs från och med 1940-talet och från Lojo sjukhus från början av 1960-talet. I närheten av hälsostationen låg även ålderdomshemmet Charlotta-hemmet, byggt på 1970-talet.
År 2023 rapporterade tidningen Västra Nyland att Sjundeå planerade att bygga en helt ny vårdcentral. Projektet stoppades dock eftersom Västra Nylands välfärdsområde inte godkände hyresavtalet. Social- och hälsovårdsministeriet hade i november 2020 beviljat Sjundeå ett undantagstillstånd för vårdbygget.
I oktober 2024 rapporterade Yle Västnyland att Västra Nylands välfärdsområde planerade att spara 1,5 miljoner euro genom att stänga bäddavdelningen vid Sjundeå hälsocentral samt äldreboendet Villa Charlotta.